# The Perfect Man
The Perfect Man (Alternativer Verweistitel: Der perfekte Mann) ist eine US-amerikanische Filmkomödie aus dem Jahr 2005. Regie führte Mark Rosman, das Drehbuch schrieb Gina Wendkos.

## Handlung
Die Alleinerziehende Jean Hamilton hat einige misslungene Beziehungen hinter sich. Sie und ihre zwei Töchter ziehen jedes Mal nach dem Ende einer ihrer Beziehungen um. Ihre ältere Tochter Holly will einen erneuten Umzug aus New York verhindern. Sie bekommt mit, wie Ben Cooper – ein Onkel ihrer Freundin Amy Pearl – Blumen für eine Frau bestellt. Daraufhin bestellt Holly Blumen für ihre Mutter und täuscht ihr vor, sie hätte einen heimlichen Verehrer.
Holly kommuniziert mit ihrer Mutter via Internet und gibt sich dabei als Restaurantbesitzer Ben aus. Währenddessen freundet sie sich mit dem echten Ben an, von dem sie Ratschläge bekommt, wie man um eine Frau werben sollte. Sie lernt in der Schule Adam Forrest kennen, der sich in sie verliebt. Adam küsst eines Tages Holly, was jedoch dazu führt, dass Holly Abstand von ihm sucht, da sie Angst vor einer Bindung hat.
Holly stört eine Hochzeit, in dem Glauben, es sei Cooper, der heiratet. Indes ist er mit der Braut lediglich befreundet und hat das Catering organisiert. Daraufhin bringt Cooper das Mädchen dazu, ihm die ganze Wahrheit über die Täuschung zu erzählen. Später bedrängt Holly ihre Mutter, erneut umzuziehen, was diese jedoch ablehnt und Holly so dazu nötigt, sich mit ihrem Problem auseinanderzusetzen, anstatt zu flüchten.
Cooper wird neugierig, will Jean kennenlernen und sie verabreden sich zu einem Date.

## Kritiken
Roger Ebert schrieb in der Chicago Sun-Times vom 17. Juni 2005, der Film nutze die „idiotische“ Handlung als Vorwand für Szenen von „fürchterlicher Blödheit“ („takes its idiotic plot and uses it as the excuse for scenes of awesome stupidity“). Das Publikum lache nicht, weil es sich nicht gehöre, über unglückselige Menschen zu lachen – die Charaktere dieses Films seien unglückseliger als in jedem anderen Film, weil sie in diesem Film seien („we in the audience do not laugh because it is not nice to laugh at those less fortunate than ourselves, and the people in this movie are less fortunate than the people in just about any other movie I can think of, simply because they are in it“).
film-dienst schrieb, der Film sei eine „romantische Komödie als anspruchslose Unterhaltung“. Der Regisseur knüpfe mit diesem Film eng an seinen früheren Film Cinderella Story an.

## Auszeichnungen
Aria Wallace wurde im Jahr 2006 für den Young Artist Award nominiert. Hilary Duff wurde 2006 für den Teen Choice Award und für die Goldene Himbeere nominiert.

## Hintergründe
Der Film wurde in New York City und in Toronto gedreht. Seine Produktionskosten betrugen schätzungsweise 10 Millionen US-Dollar. Der Film spielte in den Kinos der USA ca. 16,2 Millionen US-Dollar ein. In einigen Ländern wie Deutschland und Italien wurde der Film direkt auf DVD veröffentlicht.